# Enriqueta Carballeira
María Enriqueta Carballeira Troteaga (Madrid, 28 de abril de 1944) es una actriz española.

## Biografía
Formada en el teatro independiente, tras pasar por el Teatro Estudio de Madrid se integró en el Grupo Tábano. Asimismo desarrolló una intensa carrera artística dentro de las actividades del TEI (Teatro Experimental Independiente), trabajando con directores como Miguel Narros, William Layton y José Carlos Plaza, entre otros muchos.
Su debut en el cine se produce cuando cuenta tan solo 18 años en la película Cerca de las estrellas (1962), de César Fernández Ardavín. Su carrera cinematográfica fue especialmente prolífica en los años sesenta y setenta, y participó en títulos como La tía Tula (1964), Oscuros sueños de agosto (1966), ambas de Miguel Picazo; Los chicos con las chicas (1967), de Javier Aguirre; No somos ni Romeo ni Julieta (1969) de Alfonso Paso, Cateto a babor (1970), de Ramón Fernández; Tocata y fuga de Lolita (1974), de Antonio Drove; Carne apaleada, de Javier Aguirre. Ya en los años ochenta intervino en La mitad del cielo (1986), de Manuel Gutiérrez Aragón; La casa de Bernarda Alba (1987), de Mario Camus o Cómo ser mujer y no morir en el intento (1991), de Ana Belén.
Ha colaborado, además, en innumerables espacios de televisión, desde los espacios clásicos de teatro televisado de los sesenta y setenta, como Estudio 1, Novela y Hora Once hasta apariciones puntuales en series como El Comisario u Hospital Central, pasando por El olivar de Atocha, la serie dirigida por Carlos Serrano para TVE que protagonizó en 1988.
Entre las obras de teatro que ha interpretado, figuran Súbitamente el último verano (1973), Tío Vania (1978), Motín de brujas (1980), El engañao (1981), Las bicicletas son para el verano (1982), Eloísa está debajo de un almendro (1984), El jardín de los cerezos (1986), Exiliados (1991), Marat-Sade (1994) y La buena persona de Sezuan (2006). En 2013, además, intervino en el montaje del musical Marta tiene un marcapasos, con canciones del grupo de pop Hombres G.
Contrajo un primer matrimonio en 1966 y hasta 1977 con el director de cine Javier Aguirre; luego con el autor Jaime Borrell Bergadà (1933-1999) (viudo de la actriz Laly Soldevila), productor de cine conocido como Paco Catalá en sus críticas gastronómicas madrileñas, publicadas en la Guía del Ocio, revista que fundó.
La actriz es madre de tres hijos; uno de ellos la también directora Arantxa Aguirre. Durante años militó en el Partido Comunista de España.

## Premios
Medallas del Círculo de Escritores Cinematográficos
| Año  | Categoría               | Películas                  | Resultado |
| ---- | ----------------------- | -------------------------- | --------- |
| 1964 | Mejor actriz secundaria | La tía Tula Tiempo de amor | Ganadora  |